# Bowman-Küste
Koordinaten: 68° S, 65° W
Die Bowman-Küste ist ein Küstenabschnitt im Osten der Antarktischen Halbinsel, der zwischen dem Kap Northrop und dem Kap Agassiz liegt. Im Norden schließt sich die Foyn-Küste an, und im Süden die Wilkins-Küste.
Entdeckt wurde sie durch den australischen Polarforscher Hubert Wilkins bei seinem Flug am 20. Dezember 1928. Wilkins benannte die Küste nach dem US-amerikanischen Geographen Isaiah Bowman (1878–1950), Executive Director der American Geographical Society von 1919 bis 1935.